# Hotel Desire
Hotel Desire ist ein deutscher Erotik-Kurzfilm aus dem Jahr 2011 von Regisseur Sergej Moya, der auch das Drehbuch schrieb. Die Hauptrollen spielten Saralisa Volm und Clemens Schick.

## Handlung
Die alleinerziehende Antonia bringt ihren siebenjährigen Sohn in letzter Minute zu einer Fernbus-Haltestelle in Berlin, wovon aus der Junge allein nach Paris zu seinem Vater in Urlaub reist. Weil sie deshalb ihre Arbeit als Zimmermädchen in einem Hotel nicht rechtzeitig antritt, bekommt sie Ärger mit ihren Vorgesetzten, wird aber von ihrem Schichtleiter in Schutz genommen. Aufgewühlt von der Abreise ihres Sohnes und wegen der Vorhaltungen im Hotel, vertraut sie einer gleichaltrigen Kollegin an, dass sie seit mehreren Jahren keinen Sex mehr hatte; die Kollegin rät ihr, die nächste Gelegenheit zu nutzen.
Diese Gelegenheit ergibt sich kurz darauf, nachdem Antonia das Zimmer des blinden Malers Julius Pass betreten hat. Erst nachdem sie sich bereits eine Weile in dessen Suite aufgehalten und umgesehen hat, bemerkt sie, dass Pass im Badezimmer unter der Dusche stand. Erstarrt vor Schreck bleibt sie in einer Ecke des Zimmers stehen, als Pass nackt in den Raum kommt und sich ankleidet. Als Pass auf dem Boden nach seinen Schuhen tastet, streift er Antonias Schuhe, entdeckt so ihre Anwesenheit und tastet sich langsam an ihren Schenkeln entlang nach oben. Antonias angstvolle Erstarrung löst sich nun auf in sexuelle Begierde. Der sich anschließende Geschlechtsverkehr wird in freizügig gefilmten Nahaufnahmen gezeigt und endet mit einer unfreiwilligen Dusche.

## Hintergrund
Die Kosten in Höhe von 170.000 Euro sammelten die Produktionsfirmen teamWorx und Von Fiessbach Film teilweise per Crowdfunding über das Internet ein, daneben gab es eine Kooperation mit der Deutschen Telekom und dem Fernsehsender ARTE. Der Film sollte trotz expliziter Szenen kein Pornofilm sein, wurde laut Eigenwerbung als „porNEOgrafisch“ bezeichnet und erhielt schließlich eine Freigabe ab 16 Jahren. Die im Film gezeigte Sexszene zwischen Saralisa Volm und Clemens Schick ist nicht gestellt, sondern die Schauspieler haben tatsächlichen Oral- und Geschlechtsverkehr miteinander. Die Erstaufführung fand am 7. Dezember 2011 im Event-Cinema des Berliner Sony Center statt. Nach der einmaligen Kino-Premiere sollte der Film nicht mehr in den Kinos laufen, sondern für die ersten sechs Monate ausschließlich über die Online-Videothek Videoload der Deutschen Telekom abgerufen werden können. Laut Angaben des Portalbetreibers sei der zum Preis ab 2,99 Euro angebotene Film ein Verkaufsschlager. Ohne konkrete Zahlen zu nennen, gab man an, die Abrufe für den Film wären „bis zu fünf Mal größer als üblich“ und der Film würde zu Beginn der Veröffentlichung mit deutlichem Abstand auf Platz 1 der Videoload-Verkaufcharts liegen.
Der Film wurde am 16. Juli 2013 um 0:30 Uhr auf ARTE das erste Mal im Free-TV gezeigt. Am 12. Juli 2019 wurde der Film als Teil der Reihe FSK Sex des Senders Tele 5 ausgestrahlt.

## Kritiken
„Die zehnminütige Sexszene, die ein Viertel der Gesamtlänge von ‚Hotel Desire‘ ausmacht, entpuppt sich als weder ambitioniert noch besonders realistisch. Stattdessen ist sie überraschend konservativ – nämlich nach Hollywood-Konventionen stilisiert. Zwar ist zu sehen, was in Mainstream-Filmen nicht zu sehen wäre, etwa wie Clemens Schicks Finger zwischen Saralisa Volms Schamlippen rutscht und wie sich sein Penis zwischen ihre Pobacken senkt. Doch wo Pornos sich ganz auf die Penetration konzentrieren, die sie in immer neuen Stellungen zelebrieren, schneidet ‚Hotel Desire‘ schnell und oft auf andere Details. […] Animalisch gerammelt wird hier nicht, eher Ballett getanzt. […] Schweiß darf hier schillernd auf der Stirn der Darsteller perlen, doch andere Körperflüssigkeiten sind tabu. Ejakuliert wird nicht – der ‚echte‘ Sex kommt ohne den abschließenden Authentizitätsbeweis aus. […] Sex will hier nicht revolutionär, transgressiv oder auch nur versaut sein, sondern gefällt sich als kleine Leichtsinnigkeit zwischen zwei erwachsenen Menschen. […] So verpufft der ‚echte‘ Sex des Kuschelpornos ‚Hotel Desire‘ in Harmlosigkeit und Wohlgefallen.“